# 86196 Specula
A 86196 Specula (ideiglenes jelöléssel 1999 SC10) a Naprendszer kisbolygóövében található aszteroida.  Sárneczky Krisztián és Kiss László fedezték fel 1999. szeptember 24-én.